# Camptopteromyia flavipes
Camptopteromyia flavipes är en tvåvingeart som beskrevs av James 1962. Camptopteromyia flavipes ingår i släktet Camptopteromyia och familjen vapenflugor. Inga underarter finns listade i Catalogue of Life.